# Meester van het Hausbuch
De Meester van het Hausbuch (ook wel kortweg Hausbuchmeister genoemd, ca. 1445 - na 1505) is de noodnaam voor een vooralsnog onbekend schilder en graficus die werkzaam was in het zuidwesten van Duitsland, in de omgeving van Mainz.
De aanduiding van de kunstenaar verwijst naar een zogeheten 'huisboek', een boekwerk met aquarellen over een breed scala aan onderwerpen, waarvan sommige, maar zeker niet alle, gewijd zijn aan huishoudelijke zaken als recepten en geneeswijzen. In die zin doet het werk denken aan een soort huishoudelijk handboek. De onderwerpen beslaan echter ook totaal andere zaken als hoofse liefde, astrologie, mijnbouw, militaria en andere aspecten van het leven in de middeleeuwen. Het werk ontstond vermoedelijk in de periode 1475 - 1485 en was sinds de 17e eeuw in het bezit van de Duitse adellijke familie Waldburg-Wolfegg.
De Meester wordt gerekend tot de belangrijkste Noord-Europese graveurs van zijn tijd. Zijn prenten zijn uitgevoerd in de destijds nog vrijwel onbekende drogenaaldtechniek.
De kunstenaar staat ook wel bekend als de Meester van het Amsterdamse Kabinet, omdat de meeste van zijn bijzondere prenten zich bevinden in het Rijksmuseum Amsterdam. Hij wordt wel geassocieerd met de uit Utrecht afkomstige Erhard van Reeuwijk, die eveneens in Mainz werkzaam was.

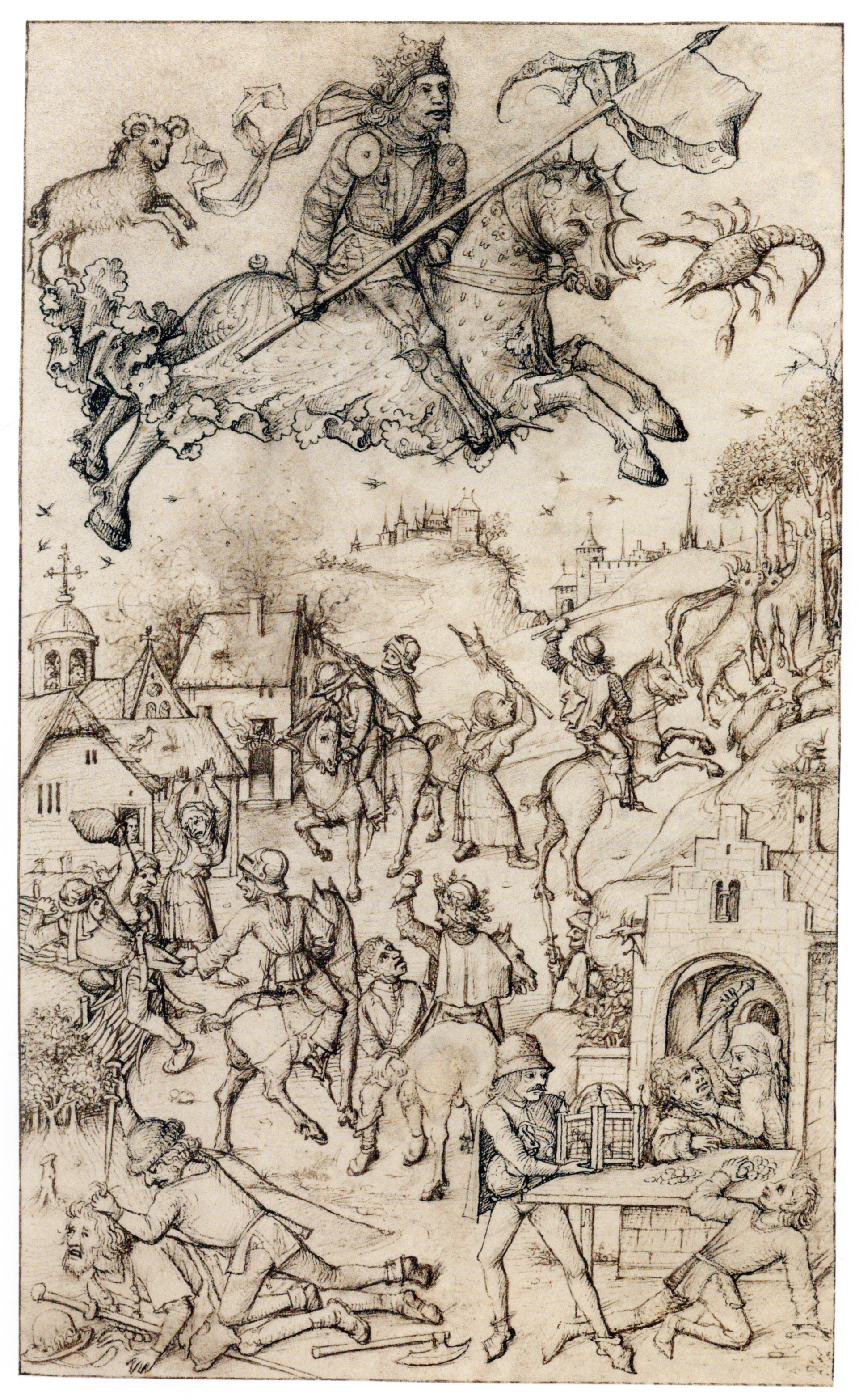
Mars en zijn kinderen, Hausbuch, fol. 13r
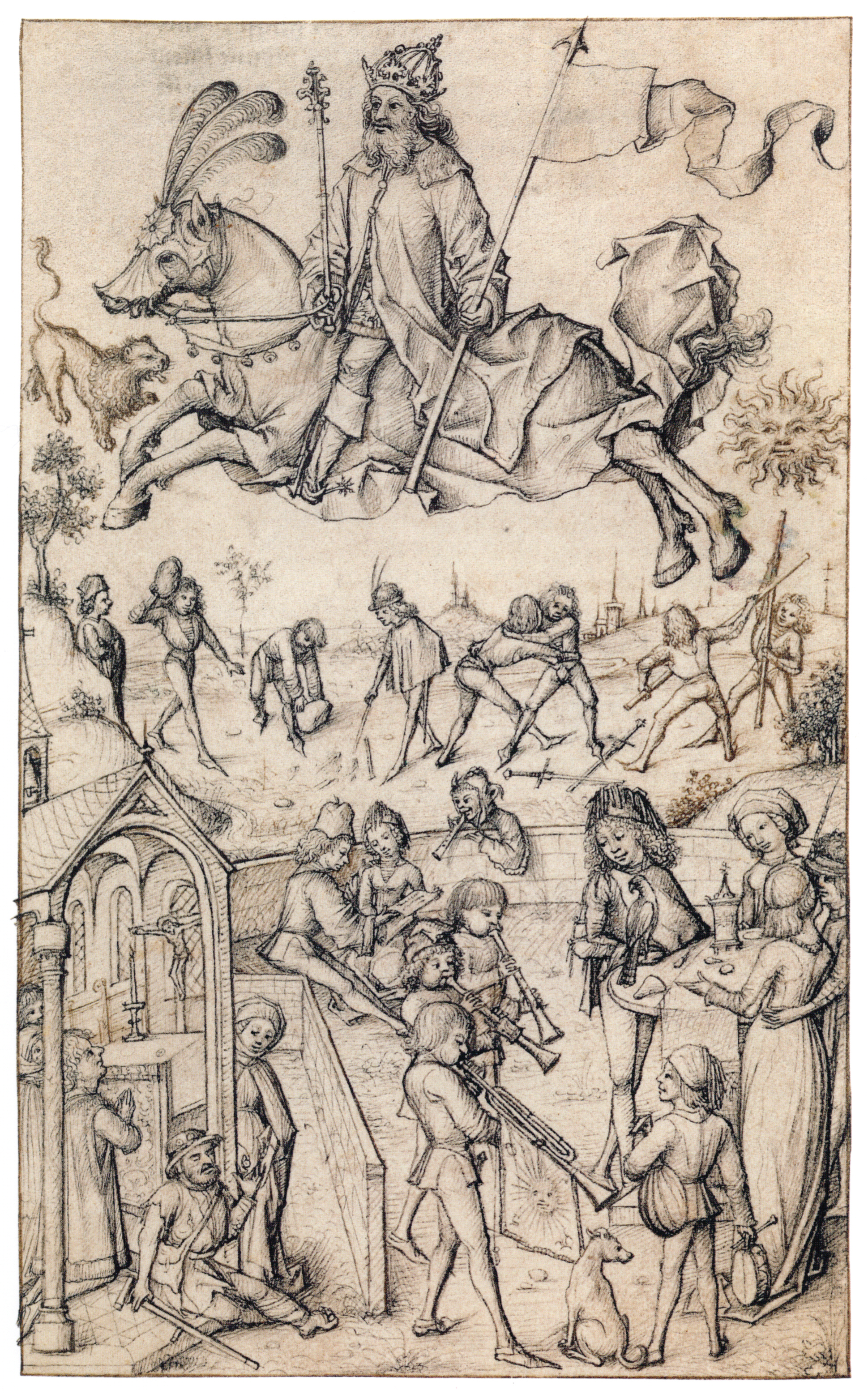
Sol en zijn kinderen, Hausbuch, fol. 14r
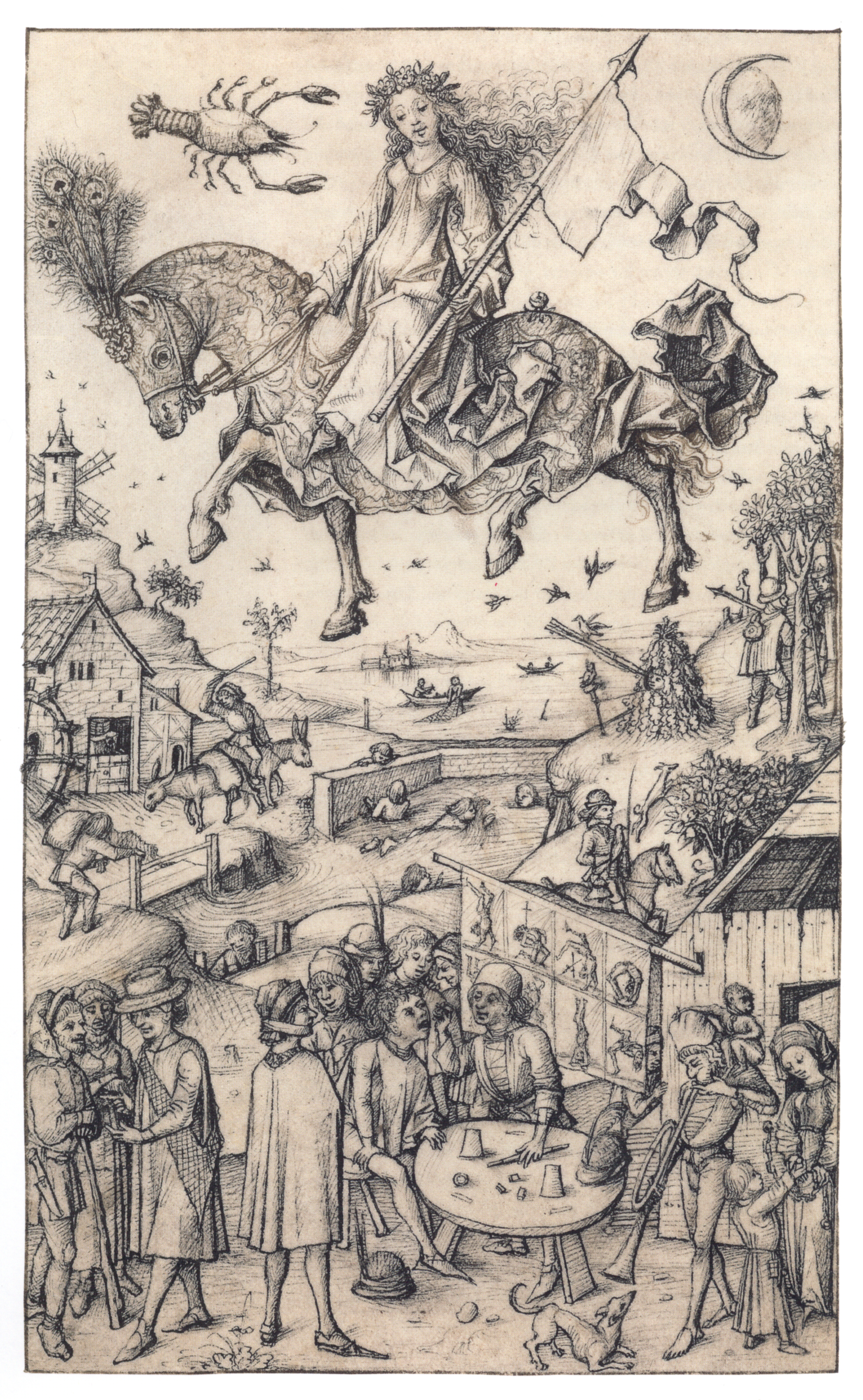
Luna en haar kinderen, Hausbuch, fol. 17r